# Gajoubert
Gajoubert, Okzitanisch Ga Jaubèrt, ist eine französische Gemeinde mit 148 Einwohnern (Stand 1. Januar 2022) in der Region Nouvelle-Aquitaine, im Département Haute-Vienne, im Arrondissement Bellac und im gleichnamigen Kanton. 

## Geografie
Sie grenzt 
- im Norden an Asnières-sur-Blour und Saint-Martial-sur-Isop,
- an Val d’Issoire mit Mézières-sur-Issoire im Osten und Bussière-Boffy im Süden,
- im Westen an Oradour-Fanais.

## Bevölkerungsentwicklung
| Jahr      | 1962 | 1968 | 1975 | 1982 | 1990 | 1999 | 2006 | 2013 |
| --------- | ---- | ---- | ---- | ---- | ---- | ---- | ---- | ---- |
| Einwohner | 315  | 250  | 211  | 190  | 156  | 171  | 175  | 171  |